# Historiska monument i Dengfeng
Historiska monument i Dengfeng är ett världsarv i Kina beläget i Dengfeng i Henan-provinsen. Det består av forntida tempel på berget Songshan samt Xia-dynastins huvudstad. De 13 forntida byggnadsverken är:
- Taishitornen
- Shaoshitornen
- Qimutornen
- Songyuepagoden
- Master Jingzangs pagod
- Observatorium
- Chuzutemplet
- Pagodaskogen vid Shaolin
- Huishantemplet
- Songyangakademin
- Zhongyuetemplet
- Shaolintemplet
- Xia-dynastins huvudstad Wangchenggang